# Los gatos guerreros
Los Gatos Guerreros es una serie de novelas infantiles y juveniles, obra de Erin Hunter (pseudónimo de: Kate Cary, Cherith Baldry, Tui Sutherland y  Victoria Holmes). La serie sigue las aventuras de cinco, más tarde seis, clanes de gatos salvajes (Clan del Trueno, Clan del Río, Clan del Viento, Clan de la Sombra, Clan Estelar y a partir de la segunda saga la Tribu de las Aguas Rápidas) en el bosque, donde cazan, luchan y siguen los designios de sus antepasados, que los observan desde el Clan Estelar. La versión original, escrita en inglés (llamada Warriors) cuenta con siete sagas principales de seis libros cada una más los especiales, las novelas, las guías de campo y los mangas.
La serie original de libros ha sido traducida a cuarenta idiomas y cuenta con más de cuarenta y tres millones de ventas en Estados Unidos y más de catorce años en la lista de grandes éxitos del New York Times. Ha recibido críticas muy positivas por parte de diversos críticos de libros. 
En España, ha sido la editorial Salamandra la encargada de traducir y publicar los libros.
El 20 de octubre del 2016 se confirmó que se hará la adaptación cinematográfica a cargo de la productora china Alibaba pictures y producida por David Heyman.
Los libros de Salamandra cuentan con tapa blanda, la ilustración de un gato (normalmente un personaje que interviene en la novela) realista y con ojos brillantes, una escena protagonizada por gatos y el título de dicho ejemplar.
La saga cuenta con un fandom muy grande y diverso, ya que Los Gatos Guerreros ha atrapado a muchos jóvenes.

## Los Gatos Guerreros: Libros

### Los gatos guerreros: Los Cuatro Clanes
1. En territorio salvaje[1]
2. Fuego y hielo[2]
3. El bosque de los secretos[3]
4. Antes de la tormenta[4]
5. Huellas peligrosas
6. La hora más oscura[5]

La saga relata las aventuras de un gato doméstico llamado Colorado que se aventura en el bosque y le permiten unirse al Clan del Trueno, uno de los cuatro clanes de gatos salvajes que viven allí. Recibe el nombre de aprendiz Zarpa de Fuego y entrena con sus compañeros de clan para convertirse en guerrero. Más tarde, Zarpa de Fuego recibe su nombre de guerrero, Corazón de Fuego y descubre que Garra de Tigre, el lugarteniente del clan, es el responsable del asesinato del anterior lugarteniente, Cola Roja, que cometió movido por su ambición de poder. Cuervo, el aprendiz de Garra de Tigre, se ve obligado a huir cuando su mentor trata de matarlo por haber sido testigo del crimen y Corazón de Fuego finalmente se convierte en el lugarteniente del clan después de que Garra de Tigre intentara asesinar sin éxito a Estrella Azul y fuese desterrado.
Después de ser exiliado del Clan del Trueno, Garra de Tigre se une a otro clan y se convierte en su líder, como venganza atrae a una jauría de perros al campamento del Clan del Trueno, utilizando un rastro de presas y el cuerpo de uno de los miembros del clan como carnada. Estrella Azul muere sacrificando su última vida para proteger al clan del Trueno y Corazón de Fuego se convierte en líder, recibiendo nueve vidas y el nombre de Estrella de Fuego de sus antepasados guerreros en el Clan Estelar. 
Estrella de Tigre, que ahora lidera el Clan de la Sombra, intenta apoderarse de los cuatro clanes para formar el Clan del Tigre, diciéndoles a los demás líderes que gobernarán juntos. Estrella Leopardina, líder del Clan del Río, acepta, solo por su afecto a Estrella de Tigre, pero Estrella de Fuego y Estrella Alta, líder del Clan del Viento, se niegan. Estrella de Tigre acude entonces a una reunión con el líder del Clan de la Sangre, un falso clan formado por gatos callejeros que viven en la ciudad, a cambio de su ayuda para conquistar el bosque les promete parte del territorio conseguido. El Clan de la Sangre y el Clan del Tigre desafían entonces al Clan del Trueno y al Clan del Viento, pero Estrella de Fuego se dirige a Azote, el líder del Clan de la Sangre, para advertirle de que la ambición de Estrella de Tigre no tiene límites y que lo traicionará como a tantos otros antes que él. Estrella de Tigre los interrumpe y ordena al Clan de la Sangre atacar, pero no lo obedecen, ya que solo están a las órdenes de Azote y este ya no está dispuesto a aliarse con él, lo que termina con Azote volviéndose contra Estrella de Tigre y arrancándole sus nueve vidas de líder con una herida que al Clan Estelar le resultó imposible de curar, una muerte espantosa que horroriza a los clanes del bosque.
En la batalla final los cuatro clanes se unen para combatir al Clan de la Sangre, formando el Clan del León. Estrella de Fuego pierde la primera de sus nueve vidas luchando contra Azote, pero regresa de entre los muertos causando una gran impresión en este, que no posee las nueve vidas de un verdadero líder. Estrella de Fuego acaba entonces con Azote, derrotando al Clan de la Sangre y salvando el bosque.

### Los Gatos Guerreros: La Nueva Profecía
1. Medianoche[6]
2. Claro de Luna[7]
3. Aurora[8]
4. Luz Estelar[9]
5. Crepúsculo[10]
6. Atardecer [11]

La primera parte de esta saga se centra en cuatro gatos: Zarzoso, Trigueña, Corvino y Plumosa, que son enviados en una misión por el Clan Estelar en busca del Lugar Donde se Ahoga el Sol, con el hermano de Plumosa, Borrascoso y la aprendiza del Clan del Trueno, Esquirolina o Esquiruela, como acompañantes. Allí, Medianoche, una tejona, les dice a los seis gatos que los cuatro clanes están en peligro por culpa de los dos patas y tienen que abandonar el bosque en busca de un nuevo hogar. En el camino entre Plumosa y Corvino surge algo, lo que pasa es que se enamoran. Borrascoso, el hermano de Plumosa no lo puede permitir ya que gatos de diferentes clanes no pueden estar juntos.
En el camino de regreso, los viajeros se encuentran con un grupo de gatos llamado La Tribu de las Aguas Rápidas que están siendo aterrorizados por un gato enorme parecido a un león de montaña llamado Colmillo Afilado. Corvino es atacado por este gato, pero Plumosa sacrifica su vida por Corvino acabando también la vida de Colmillo Afilado y salvar a la tribu. Los gatos restantes regresan a sus clanes y transmiten el mensaje. Juntos, los cuatro clanes viajan a un nuevo territorio, encontrándose con la tribu una vez más en el viaje.
La segunda parte de la saga se centra en la historia de amor entre Hojarasca Acuática y Corvino Plumoso, sin embargo, el código guerrero dice que Hojarasca Acuática, como curandera, no puede tener pareja ni cachorros. Además, gatos de distintos clanes no pueden emparejarse. Esto provoca que ambos se fuguen, pero finalmente regresan cuando Medianoche les advierte de que un grupo de tejones planea atacar el Clan del Trueno. Al regresar se encuentran con que un tejón ha matado a Carbonilla, la actual curandera, esto no deja otra opción a Hojarasca Acuática que romper su relación con Corvino Plumoso para atender a sus responsabilidades, ya que su clan necesita un curandero.
La tercera parte de la saga se centra en torno a la profecía "Antes de que haya paz, la sangre derramará sangre y el lago se tornará rojo". Alcotán y Zarzoso se reúnen con el espíritu de su padre muerto, Estrella de Tigre, en sueños, donde les enseña cómo llegar a ser líder de un clan por la fuerza. Alcotán sigue a Estrella de Tigre paso por paso, pero Zarzoso está dividido entre la lealtad a su líder y su propia ambición. Estrella de Fuego nombra a Zarzoso lugarteniente tras aceptar finalmente que Látigo Gris nunca volvería. 
La saga llega a su punto culminante cuando Alcotán atrapa a Estrella de Fuego en una trampa humana para zorros y le dice a Zarzoso que lo mate. Zarzoso decide que no quiere convertirse en líder de esa forma y se niega. En lugar de eso, libera a Estrella de Fuego. Alcotán ataca a Zarzoso, con la intención de matarlo por estar en conocimiento de sus planes y los de Estrella de Tigre, pero Zarzoso lo mata a él. La sangre de Alcotán desemboca al lago, tiñéndolo de rojo, explicando el significado de la profecía de "La sangre derramará sangre" ya que Alcotán y Zarzoso son hermanos del mismo padre

### Los Gatos Guerreros: El Poder de los Tres
1. La Mirada Secreta[12]
2. Río Oscuro[13]
3. Exilio[14]
4. Eclipse[15]
5. Sombras Alargadas[16]
6. Amanecer[17]

Se basa en tres gatos del clan del trueno que al nacer incorrectamente pues su madre es una curandera y su padre de otro clan, reciben el poder absoluto  entre los gatos, pues hubo una profecía que lo profetizó.
Al tiempo, los dos hermanos se dan cuenta de que su hermana no forma parte de los tres, cuando muere en un derrumbamiento huyendo de todos los clanes, después de revelar el secreto de sus padres en una asamblea, que es una noche de tregua en la que la luna esta llena.
Los dos primeros de la profecía esperan a la tercera, con sus poderes, utilizándolos para proteger a sus clanes. Leonado no puede ser herido en batalla y Glayo, el ciego curandero, puede meterse en los pensamientos de los demás y ver el presente y el futuro y el pasado.
Juntos se enfrentarán al peligro más grande de todos los tiempos, en la siguiente saga, cuando un grupo de gatos muertos rechazados por el clan estelar intentan matar a todos los gatos, ya sean de clan o del clan estelar, en esa batalla solo hay un clan que seguirá adelante, gracias a los gatos que tienen semejante poder como para vencer a los otros gatos, llamados el "bosque oscuro" o el "lugar sin estrellas", que es donde ellos habitan.

### Los Gatos Guerreros: El Augurio de las Estrellas
1. El Cuarto Aprendiz[18]
2. Ecos Lejanos[19]
3. Voces en la Oscuridad[20]
4. Señales de la Luna[21]
5. El Guerrero olvidado[22]
6. The Last Hope[23]

### Warriors: Dawn of the Clans
1. The Sun Trail[24]
2. Thunder Rising[25]
3. The First Battle[26]
4. The Blazing Star[27]
5. A Forest Divided[28]
6. Path of Stars[29]

### Warriors: A Vision of Shadows
1. The Apprentice's Quest[30]
2. Thunder and Shadow[31]
3. Shattered Sky[32]
4. Darkest Night[33]
5. River of Fire[34]
6. The Raging Storm[35]

### Warriors: The Broken Code
1. Lost Stars[36]
2. The Silent Thaw[37]
3. Veil of Shadows[38]
4. Darkness Within
5. The Place of No Stars
6. A Light in the Mist

### Warriors: A Starless Clan
1. River
2. Sky
3. Shadow
4. Thunder
5. Wind
6. A Starless Clan #6

### Los Gatos Guerreros: Manga
1. Ravenpaw's Path: Shattered Peace
2. Ravenpaw's Path: A Clan in Need
3. Ravenpaw's Path: The Heart of a Warrior
4. Ravenpaw's Path (recopilatorio en color)

1. Skyclan and the Stranger: The Rescue
2. Skyclan and the Stranger: Beyond the Code
3. Skyclan and the Stranger: After the Flood
4. SkyClan and the Stranger (recopilatorio en color)

1. Tigerstar and Sasha: Into the Woods
2. Tigerstar and Sasha: Escape from the Forest
3. Tigerstar and Sasha: Return to the Clans

1. Graystripe's Adventure: The Lost Warrior
2. Graystripe's Adventure: Warrior's Refuge
3. Graystripe's Adventure: Warrior's Return
4. Graystripe's Adventure (recopilatorio en color)

1. The Rise of Scourge
2. A Shadow in RiverClan
3. Winds of Change
4. Exile from ShadowClan
5. A Thief in ThunderClan

### Los Gatos Guerreros: Súper Ediciones
1. Moth Flight's Vision
2. Tallstar's Revenge
3. Yellowfang's Secret
4. Crookedstar's Promise
5. Bluestar's Prophecy
6. Firestar's Quest
7. SkyClan's Destiny
8. Crowfeather's Trial
9. Bramblestar's Storm
10. Hawkwing's Journey
11. Tigerheart's Shadow
12. Squirrelflight's Hope
13. Graystripe's Vow
14. Leopardstar's Honor
15. Onestar's Confession
16. Riverstar's Home

### Los Gatos Guerreros: Guías
1. Secrets of the Clans
2. Battles of the Clans
3. Cats of the Clans
4. Enter the Clans
5. Code of the Clans
6. The Ultimate Guide
7. The Ultimate Guide: Updated and Expanded Edition

### Los Gatos Guerreros: Libros Electrónicos y Novelas
The Untold Stories
1. Hollyleaf's Story
2. Mistystar's Omen
3. Cloudstar's Journey

Tales from the Clans
1. Tigerclaw's Fury
2. Leafpool's Wish
3. Dovewing's Silence

Shadows of the Clans
1. Mapleshade's Vengeance
2. Goosefeather's Curse
3. Ravenpaw's Farewell

Legends of the Clans
1. Spottedleaf's Heart
2. Pinestar's Choice
3. Thunderstar's Echo

Path of a Warrior
1. Redtail's Debt
2. Tawnypelt's Clan
3. Shadowstar's Life

A Warrior's Spirit
1. Pebbleshine's Kits
2. Tree's Roots
3. Mothwing's Secret

A Warrior's Choice
1. Daisy's Kin
2. Blackfoot's Reckoning
3. Spotfur's Rebellion